# Witalij Saczko
Witalij Saczko, ukr. Віталій Дмитрович Сачко (ur. 14 lipca 1997 w Krzemieńczuku) – ukraiński tenisista.

## Kariera tenisowa
W swojej karierze wygrał trzy deblowe turnieje cyklu ATP Challenger Tour. Ponadto zwyciężył w dwóch singlowych i pięciu deblowych turniejach rangi ITF.
W rankingu gry pojedynczej najwyżej był na 220. miejscu (7 marca 2022), a w klasyfikacji gry podwójnej na 149. pozycji (2 maja 2022).

### Zwycięstwa w turniejach ATP Challenger Tour

#### Gra podwójna
| Końcowy wynik | Nr | Data            | Turniej | Nawierzchnia | Partner           | Przeciwnicy                               | Wynik finału   |
| ------------- | -- | --------------- | ------- | ------------ | ----------------- | ----------------------------------------- | -------------- |
| Zwycięzca     | 1. | 13 czerwca 2021 | Ałmaty  | Ceglana      | Jesper de Jong    | Władisław Manafow Jewgienij Tiurniew      | 7:6(4), 6:1    |
| Zwycięzca     | 2. | 20 czerwca 2021 | Ałmaty  | Ceglana      | Władisław Manafow | Corentin Denolly Adrián Menéndez Maceiras | 6:1, 6:4       |
| Zwycięzca     | 3. | 11 lipca 2021   | Perugia | Ceglana      | Dominic Stricker  | Tomás Martín Etcheverry Renzo Olivo       | 6:3, 5:7, 10–8 |